# Monica Wichfeld
Monica Emily Wichfeld, født Massy-Beresford (født 12. juli 1894 i London, død 27. februar 1945 i Waldheim) var modstandskvinde under 2. verdenskrig og blev dansk gift med den danske diplomat og godsejer Jørgen Wichfeld. Hun var moder til Varinka Wichfeld Muus.
Født ind i den britiske højadel og protestant med besiddelser i Nordirland færdedes hun med største selvfølge blandt det internationale jetset, blandt andre Edward 7., Tallulah Bankhead, Gladys Cooper, Noel Coward, Winston Churchill etc. Efter manden Jørgen Wichfelds uheld med sine finanser forsørgede hun ham og børnene med salg af bijouteri til Paris' overklasse. De kom tilbage til familiegodset Engestofte, og her kom hun i kontakt med deres lejere, de kommunistiske forfattere Halfdan Rasmussen og Hilmar Wulff. Hun deltog i modstandsbevægelsen og blev dødsdømt af tyskerne for sin indsats. Hun kom i fængsel i Cottbus og døde af sygdom i tysk fangenskab i 1945 trods personlig indgriben af Røde Kors' leder i Danmark, nazisten Helmer Rosting. 